# كرويدون
كرويدون (بالإنجليزية: Croydon)‏ هي مدينة كبيرة في جنوب لندن، إنجلترا، على بعد 9.3 ميل (15.0 كـم) جنوب تشارينج كروس.